# Panopeus bermudensis
Panopeus bermudensis är en kräftdjursart som beskrevs av James Everard Benedict och M. J. Rathbun 1891. Panopeus bermudensis ingår i släktet Panopeus och familjen Panopeidae. Inga underarter finns listade i Catalogue of Life.